# Svenska Finlands folkting
Svenska Finlands folkting eller Folktinget är ett samarbetsorgan för den svenskspråkiga befolkningen i Finland. Folktingets uppdrag är att främja den svenskspråkiga befolkningens rättigheter och det svenska språkets ställning i Finland, samt bevaka finlandssvenskarnas intressen. Folktingets ställning är lagstadgad. Folktinget tar del i lagstiftningsprocessen och ger utlåtanden åt olika myndigheter om frågor som berör den svenskspråkiga befolkningen. 

## Finansiering
Folktingets verksamhet finansieras i huvudsak genom statsstöd för dess lagstadgade uppgifter. Folktinget får stöd också av en del tvåspråkiga kommuner och av Svenska Finlands folktings garanter (grundad 1942). Projektverksamheten finansieras främst genom bidrag från stiftelser och fonder.

## Representation
Alla de riksdagspartier som har svenskspråkig verksamhet är representerade. Folktingsledamöterna utses i samband med kommunalvalet så att fördelningen av ledamotsplatserna bestäms utifrån antalet röster som tillfallit partiernas svenska kommunalvalskandidater. Svenska kandidater är de kommunalvalskandidater som i befolkningsdatasystemet angett svenska som modersmål. Kandidater som har arbetat för det svenska språket i Finland, verkat i svenskspråkiga politiska organisationer samt uppgett svensk titel eller yrkesbeteckning i den officiella sammanställningen av kandidatlistorna i kommunalvalet kan också räknas med på begäran av partiet.
Foltingets nuvarande ordförande (2020) är Sandra Bergqvist (SFP) och vice ordförande är Jacob Storbjörk (SDP) och Jonny Andersen (Åland). Folktingets kansli leds av en folktingssekreterare. Christina Gestrin har fungerat som folktingssekreterare sedan år 2020.

### Mandatfördelning
| Parti               | Antal mandat | Andel |
| ------------------- | ------------ | ----- |
| Svenska folkpartiet | 40           | 53 %  |
| Socialdemokraterna  | 11           | 14 %  |
| Vänsterförbundet    | 6            | 8 %   |
| Samlingspartiet     | 4            | 5 %   |
| Gröna förbundet     | 4            | 5 %   |
| Kristdemokraterna   | 2            | 3 %   |
| Centerpartiet       | 1            | 1 %   |
| Ålands lagting      | 7            | 9 %   |